# Lago Lostener
El lago Lostener (en alemán: Lostenersee) es un lago situado en el distrito de Mecklemburgo Noroccidental, en el estado de Mecklemburgo-Pomerania Occidental (Alemania), a una altitud de 35.9 metros; tiene un área de 22 hectáreas.